# Gilgandra
Gilgandra ist der Hauptort des Gilgandra Shire und liegt in New South Wales in Australien. Der Ort liegt am Warrumbungle-Nationalpark an der Kreuzung des Newell Highways, des Oxley Highways und des Castlereagh Highways. Die Kleinstadt liegt außerdem am Castlereagh River.

## Etymologie
Das Wort Gilgandra kommt aus der Sprache der Aborigines und bedeutet langes Wasserloch, was möglicherweise für den Castlereagh River steht.

## Geographie
Die Landschaft um Gilgandra ist sehr flach. Die Böden bestehen größtenteils aus Sand.

## Klima
Während im Sommer hohe Temperaturen von bis zu 40 °C erreicht werden können, kann im Winter das Thermometer auf −2 °C  und Schnee fallen. 1955 war die Kleinstadt von einer Flutkatastrophe betroffen. Später jedoch wurde der Ort von Dürren heimgesucht.

## Geschichte
Gilgandra wurde 1888 gegründet. 1915 begann hier der Cooee-Marsch nach Sydney, wo sich die Teilnehmer freiwillig für den Kriegsdienst im Ersten Weltkrieg meldeten. In den 1950er Jahren versorgten mehr als 300 Windwassermühlen Gilgandra mit Wasser, bis 1966 ein Wasserversorgungsnetz eingerichtet wurde.

## Söhne der Stadt
- Donald Frederick Gregory O’Connor (Cricketspieler)
- William Thomas Hitchen